# 拉伊 (東薩塞克斯)
拉伊（英語：Rye，發音：/ɹaɪ/）是英格蘭東薩塞克斯郡 的小鎮，拉伊也是一個正式的民政教區，但由於歷史因素而擁有鎮的地位。據2011年的人口統計，拉伊有人口4255人。眾多的歷史景觀使得拉伊成為一個著名的旅遊目的地。拉伊的陶瓷產業也頗為發達。

## 居住過拉伊的名人
- 約翰·弗萊切
- 瓊·艾肯
- 瑞克里芙·霍爾

## 外部連結
- Rye Harbour Nature Reserve
- 维基共享资源上的相關多媒體資源：拉伊

1. 1 2  . East Sussex County Council.   [2008-04-26]. （原始内容存档于2012-12-13）.